# Société de conception de presse et d'édition
La Société de conception de presse et d'édition (SCPE) est une société d'édition gérée par Gérard Ponson. Elle édite les magazines Choc, Guts et Entrevue. La baisse des ventes de ses magazines place la société en redressement judiciaire le 15 septembre 2009 avant d'être liquidée en 2012,.